# ك. أنديرس إريكسون
ك. أنديرس إريكسون (بالسويدية: K. Anders Ericsson) هو عالم نفس سويدي، ولد في 1947.